# Suwon Hyundai Engineering & Construction Hillstate
Suwon Hyundai E&C Hillstate (koreanska: 수원 현대건설 힐스테이트) är en professionell volleybollklubb för damer i staden Suwon i Sydkorea. Klubben grundades 1977 och tävlar sedan 2005 på professionell nivå i V-League, vilken är det högsta serien för volleyboll i Sydkorea. Suwon Hyundai E&C Hillstate har blivit mästare tre gånger sedan V-League startades 2005.

## Arena
Klubbens hemmaarena heter Suwon Gymnasium och har en kapacitet på 5 145 åskådare. Arenan är också hemmaarena för volleybollklubben Suwon KEPCO Vixtorm. Suwon Gymnasium  byggdes 1984 inför Olympiska sommarspelen 1988 i Seoul. 

## Historia

### Tidigare namn
- Hyundai E&C Women's Volleyball Club (1977-2005)
- Masan Hyundai E&C Green Fox (2005-2006)
- Suwon Hyundai E&C Green Fox (2006-2009)
- Suwon Hyundai E&C Hillstate (2009- )

## Meriter
- President's Cup

Vinnare (5): 1985, 1986, 1987, 1988, 1990
- Super League

Vinnare (4): 2000, 2001, 2002, 2003
- V-tour

Vinnare (1): 2004
- V-League

Vinnare (2): 2010−11, 2015–16
Finalister (3): 2006−07, 2009−10, 2011−12
- KOVO Cup

Vinnare (4): 2006, 2014, 2019, 2021, 2024
Finalister (3): 2009, 2013, 2015

## Spelartrupp, 2023−24
| Nummer | Namn                  | Född              | Längd (cm) | Position      |
| ------ | --------------------- | ----------------- | ---------- | ------------- |
| 1      | Seo Ga-Eun            | 31 maj 2004       | 178        | Vänsterspiker |
| 3      | Kim Da-in             | 15 oktober 1998   | 171        | Passare       |
| 4      | Hwang Youn-joo        | 13 augusti 1986   | 177        | Högerspiker   |
| 5      | Lee Yeong-ju          | 9 mars 1999       | 161        | Libero        |
| 6      | Kim Sa-Rang           | 12 mars 2004      | 174        | Passare       |
| 8      | Kim Yeongyeon         | 1 december 1993   | 164        | Libero        |
| 9      | Na Hyun-Soo           | 15 september 1999 | 184        | Center        |
| 10     | Ko Min-Ji             | 27 april 1998     | 171        | Vänsterspiker |
| 11     | Kim Ju-hyang          | 27 mars 1999      | 180        | Vänsterspiker |
| 12     | Lee Dahyeon           | 11 november 2001  | 185        | Center        |
| 13     | Jeong Ji-yun          | 1 januari 2001    | 180        | Center        |
| 14     | Yang Hyo-jin          | 14 december 1989  | 190        | Center        |
| 15     | Choi Seo-hyeon        | 3 februari 2005   | 176        | Passare       |
| 16     | Choi Ho-sun           | 21 december 2005  | 180        | Högerspiker   |
| 17     | Go Yerim              | 12 juni 1994      | 177        | Vänsterspiker |
| 18     | Han Mi-reu            | 13 juli 2002      | 166        | Libero        |
| 21     | Jeong Siyoung         | 12 mars 1993      | 180        | Center        |
| 21     | Wipawee Srithong      | 28 januari 1999   | 174        | Vänsterspiker |
| 25     | Lee Na-yeon           | 25 mars 1992      | 173        | Passare       |
| 99     | Laetitia Moma Bassoko | 9 oktober 1993    | 184        | Högerspiker   |

## Statistik
| Suwon Hyundai E&C Hillstate | Suwon Hyundai E&C Hillstate | Suwon Hyundai E&C Hillstate | Suwon Hyundai E&C Hillstate | Suwon Hyundai E&C Hillstate | Suwon Hyundai E&C Hillstate | Suwon Hyundai E&C Hillstate | Suwon Hyundai E&C Hillstate |
| Liga                        | Säsong                      | Slutspel                    | Grundserie                  | Grundserie                  | Grundserie                  | Grundserie                  | Grundserie                  |
| Liga                        | Säsong                      | Slutspel                    | Placering                   | SM                          | VM                          | FM                          | P                           |
| --------------------------- | --------------------------- | --------------------------- | --------------------------- | --------------------------- | --------------------------- | --------------------------- | --------------------------- |
| V-League                    | 2005                        | Slutspel                    | 3                           | 16                          | 10                          | 6                           | 26                          |
| V-League                    | 2005–06                     | Kvalificerade ej            | 4                           | 28                          | 14                          | 14                          | 14                          |
| V-League                    | 2006–07                     | Finalister                  | 3                           | 24                          | 13                          | 11                          | 13                          |
| V-League                    | 2007–08                     | Kvalificerade ej            | 5                           | 28                          | 4                           | 24                          | 4                           |
| V-League                    | 2008–09                     | Kvalificerade ej            | 4                           | 28                          | 10                          | 18                          | 10                          |
| V-League                    | 2009–10                     | Finalister                  | 1                           | 28                          | 23                          | 5                           | -                           |
| V-League                    | 2010–11                     | Vinnare                     | 1                           | 24                          | 20                          | 4                           | -                           |
| V-League                    | 2011–12                     | Finalister                  | 3                           | 30                          | 15                          | 15                          | 43                          |
| V-League                    | 2012–13                     | Semifinal                   | 3                           | 30                          | 16                          | 14                          | 50                          |
| V-League                    | 2013–14                     | Kvalificerade ej            | 5                           | 30                          | 7                           | 23                          | 19                          |
| V-League                    | 2014–15                     | Semifinal                   | 3                           | 30                          | 19                          | 11                          | 56                          |
| V-League                    | 2015–16                     | Vinnare                     | 2                           | 30                          | 17                          | 13                          | 53                          |
| V-League                    | 2016–17                     | Kvalificerade ej            | 4                           | 30                          | 14                          | 16                          | 41                          |
| V-League                    | 2017–18                     | Semifinal                   | 3                           | 30                          | 14                          | 16                          | 46                          |
| V-League                    | 2018–19                     | Kvalificerade ej            | 5                           | 30                          | 9                           | 21                          | 29                          |
| V-League                    | 2019–20                     | Säsongen avbruten           | 1                           | 27                          | 20                          | 7                           | 55                          |
| V-League                    | 2020–21                     | Kvalificerade ej            | 6                           | 30                          | 11                          | 19                          | 34                          |
| V-League                    | 2021–22                     | Säsongen avbruten           | 1                           | 31                          | 28                          | 3                           | 82                          |
| V-League                    | 2022–23                     | Semifinal                   | 2                           | 36                          | 24                          | 12                          | 70                          |
| V-League                    | 2023–24                     | Vinnare                     | 1                           | 36                          | 26                          | 10                          | 80                          |